# Ente Público Radiotelevisión Española
 El Ente Público Radiotelevisión Española (RTVE) —conocido anteriormente como Organismo Autónomo Radio Televisión Española, Dirección General de Radiofusión y Dirección General de Radiodifusión y Televisión— organizó desde 1980 hasta enero de 2007 la gestión administrativa directa de los servicios de radiodifusión y televisión de titularidad estatal hasta su refundación en la actual Corporación de Radio y Televisión Española. 
En el ejercicio de su función de servicio público, el Ente Público RTVE debía servir como vehículo esencial de información y participación política de los ciudadanos, de formación de la opinión pública, de cooperación con el sistema educativo, de difusión de la cultura española y de sus nacionalidades y regiones, así como medio capital para contribuir a que la libertad y la igualdad sean reales y efectivas, con especial atención a la protección de los marginados y a la no discriminación de la mujer.
El Ente se conformó en 1980 a partir de las tres sociedades estatales Radio Nacional de España, Radiocadena Española y Televisión Española y disolvió el anterior ente autónomo RTVE. La red de difusión, el Instituto de Radio y Televisión Española, la Orquesta y Coros de RTVE y el noticiario cinematográfico NO-DO quedaron integrados como servicios comunes adscritos al Ente (NO-DO desaparecería un año después de la fusión).

## Régimen jurídico
La naturaleza, estructura y régimen jurídico del Ente Público RTVE se recoge en el Estatuto de la Radio y la Televisión de 1980, donde además se prevé la creación del denominado tercer canal o televisión autonómica.
Los principales aspectos regulados por su estatuto son la designación parlamentaria de los miembros del Consejo de Administración, respecto de los cuales se adoptan medidas tendentes a garantizar su profesionalidad y un alto grado de independencia; la distribución de competencias entre el Consejo de Administración, órgano de nueva creación, y el director general; la posibilidad de establecer un canal de televisión de titularidad estatal para el ámbito territorial de comunidad autónoma y bajo su gestión, que se complementa con un significativo grado de participación en los órganos territoriales de RTVE; el acceso a los espacios de radiodifusión y televisión por parte de los grupos sociales y políticos más significativos; la regulación del Derecho de rectificación que, por primera vez, se establece en nuestro Ordenamiento Jurídico para los medios de comunicación de masas, así como la creación, en fin, de una Comisión Parlamentaria del Congreso de los Diputados para ejercer el control de la actuación de las tres sociedades estatales dependientes del Ente Público RTVE.